# Ljudmila Kalintjyk

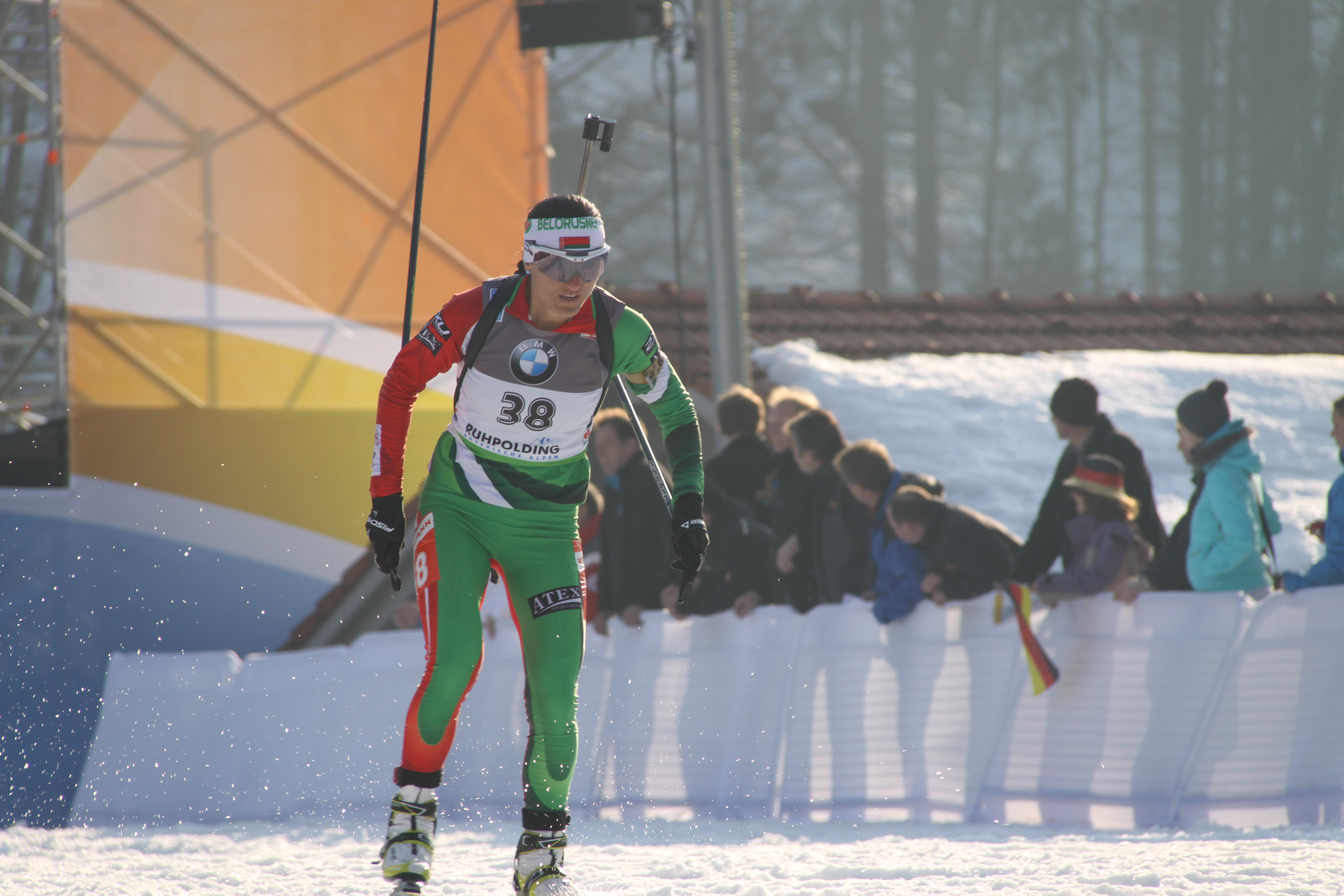

Ljudmila Kalintjyk (vitryska: Людміла Калінчык) född 23 juli 1982 i Barysaŭ, är en vitrysk skidskytt. 
Kalintjyk har som bäst nått en andra plats i världscupen (stafett) och en tredjeplats (stafett). Individuellt har hon som bäst nått en femte plats, säsongen 2009/2010 i sprint. Kalintjyk representerade Vitryssland vid de Olympiska vinterspelen 2010 i Vancouver, Kanada. Där nådde hon som bäst till en nionde plats på distanstävlingen. 